# Filamentation laser
En optique non linéaire, la filamentation laser est la propagation d'un faisceau laser dans un milieu transparent sans diffraction. Elle est rendue possible par l'effet Kerr optique qui génère une modification de l'indice de réfraction du milieu en présence d'un champ laser intense, résultant en l'auto-focalisation du faisceau,,. Typiquement, ce régime est obtenu en propageant une impulsion lumineuse délivrée par un laser femtoseconde amplifié.
La filamentation laser dans l'atmosphère a été observée pour la première fois en 1994 par Gérard Mourou et son équipe de l'Université du Michigan . En propageant dans l'air un faisceau laser femtoseconde de puissance térawatt produit par amplification par dérive de fréquence l'équilibre entre l'auto-focalisation par effet Kerr d'une part et  la diffraction, l'ionisation et la dispersion d'autre part, génère des "filaments" qui agissent comme des guides d'ondes, empêchant ainsi le faisceau de diverger. 

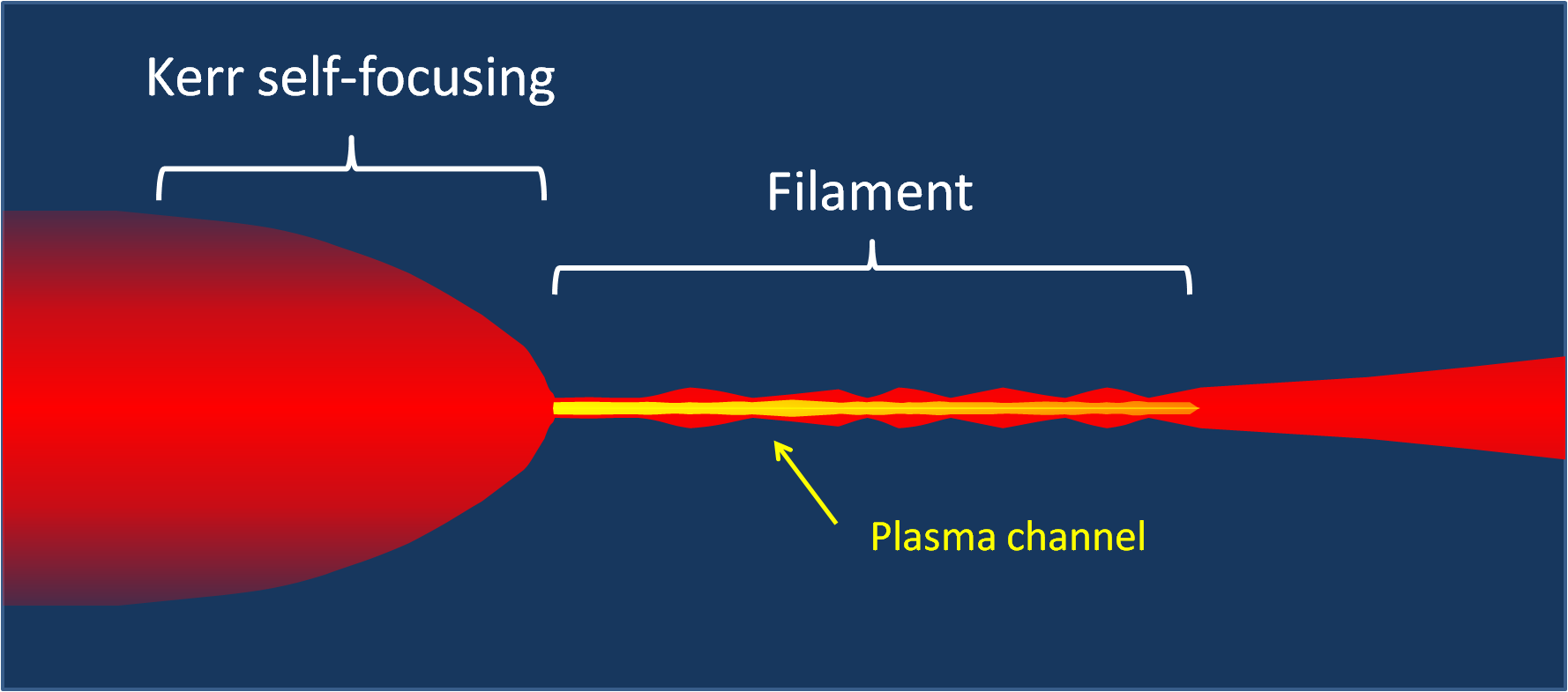
Illustration du phénomène de filamentation laser femtoseconde.

## La filamentation laser femtoseconde dans les gaz

### Auto-focalisation
Un faisceau laser intense traversant un milieu module l'indice de réfraction du milieu selon
{\displaystyle n={n_{0}+{\bar {n}}_{2}I}}
où {\displaystyle n_{0}}, {\displaystyle {\bar {n}}_{2}} et {\displaystyle I} sont respectivement l'indice de réfraction linéaire, l'indice de réfraction de second ordre et l'intensité du champ laser se propageant. L'auto-focalisation se produit lorsque le déphasage dû à l'effet Kerr compense le déphasage liée à la divergence du faisceau. Ainsi, pour un faisceau gaussien ayant traversé une longueur {\displaystyle \Delta z} le déphasage lié à la diffraction d'un faisceau vaut
{\displaystyle \phi _{diffraction}={k\Delta z \over 2\rho _{0}^{2}}r^{2}}
et le déphasage lié à l'effet Kerr vaut
{\displaystyle \phi _{Kerr}={2\pi {\bar {n}}_{2}I_{0}\Delta z \over \lambda }exp\left({-2r^{2} \over w_{0}^{2}}\right)\approx {2\pi {\bar {n}}_{2}I_{0}\Delta z \over \lambda }\left(1-{2r^{2} \over w_{0}^{2}}\right)},
où  {\displaystyle k={2\pi n_{0} \over \lambda }},  {\displaystyle \rho _{0}={\pi w_{0}^{2}n_{0} \over \lambda }}  (longueur de Rayleigh) et {\displaystyle w_{0}} est le rayon du faisceau gaussien.
Pour atteindre l'auto-focalisation le déphasage lié à l'effet Kerr doit être au moins égale au déphasage lié à la diffraction. On peut ainsi définir un seuil d'intensité pour l'auto-focalisation
{\displaystyle I_{0}={w_{0}^{2} \over 4\rho _{0}^{2}{\bar {n}}_{2}}}.
En considérant un faisceau gaussien de section  {\displaystyle \pi w_{0}^{2}/2}  on peut ainsi définir une puissance critique d'auto-focalisation
{\displaystyle P_{c}={\lambda ^{2} \over 8\pi n_{0}{\bar {n}}_{2}}}.
avec
{\displaystyle {\bar {n}}_{2}\left({cm^{2} \over W}\right)=n_{2}n_{0}\epsilon _{0}c}.
Notons que pour s'auto-focaliser un faisceau laser doit avoir une puissance crête supérieure à la puissance critique {\displaystyle P_{c}}  (quelques gigawatts dans l'air à 800 nm) mais ce n'est pas une condition suffisante. En effet, dans le cas d'impulsions laser infrarouge (IR) de durée nanoseconde ou supérieure, des phénomènes de bremsstrahlung inverse et d'ionisation par avalanche vont apparaître pendant le collapsus du faisceau et générer un claquage optique. Le plasma dense et opaque alors produit empêche l'établissement du régime de filamentation. 

## Applications de la filamentation laser dans l'air
De nombreuses applications ont été proposées pour la filamentation laser femtoseconde dans l'atmosphère.
Les principales sont listées ci-dessous.
- LIDAR à lumière blanche[8].
- Contrôle de décharges électriques par laser[9].
- Paratonnerre laser[10].
- Génération d'impulsions térahertz[11],[12].
- Condensation de gouttelettes dans la perspective provoquer artificiellement la pluie [13].

En 2023, un consortium européen baptisé Laser Lightning Rod démontre pour la première fois le guidage de la foudre sur plus de 50 mètres à l'aide de filaments laser générés à une cadence de 1 kHz. Ce résultat constitue une percée majeur dans le développement du paratonnerre laser,,.